# Girolamo Pamphili
Girolamo Pamphili (Roma, 21 maggio 1545 – Roma, 11 agosto 1610) è stato un cardinale italiano nominato da papa Clemente VIII nel 1604.

## Biografia
Girolamo Pamphili, o Pamphilj, nacque a Roma il 21 maggio 1545. Era figlio di Pamphilio Pamphilj e di Orazia Mattei, pronipote di papa Alessandro VI.
Era zio di papa Innocenzo X e prozio del cardinale Camillo Francesco Maria Pamphili. Studiò legge. Fu nominato cardinale nel concistoro del 9 giugno 1604 da papa Clemente VIII col titolo di San Biagio dell'Anello. Dal 1605 fino alla sua morte nel 1610 ricoprì la carica di cardinale vicario di Roma. Fu decano della Sacra Rota.
Ebbe come direttore spirituale San Filippo Neri con cui si legò di stretta amicizia. Morì a Roma l'11 agosto 1610 e venne sepolto nella chiesa di Santa Maria in Vallicella.

## Ascendenza
|                           |                                  |                                    | Genitori                                      |  |  | Nonni |  |  | Bisnonni         |  |  | Trisnonni         |  |
|                           |                                  |                                    |                                               |  |  |       |  |  | Antonio Pamphilj |  |  | Mandello Pamphilj |  |
|                           |                                  |                                    |                                               |  |  |       |  |  | Antonio Pamphilj |  |  | Mandello Pamphilj |  |
|                           |                                  | …                                  |                                               |  |  |       |  |  | Antonio Pamphilj |  |  |                   |  |
| Angelo Benedetto Pamphilj |                                  |                                    |                                               |  |  |       |  |  | Antonio Pamphilj |  |  |                   |  |
|                           |                                  | Giulia Bentivoglio                 | Giovanni Battista Bentivoglio                 |  |  |       |  |  |                  |  |  |                   |  |
|                           |                                  | Giulia Bentivoglio                 | Giovanni Battista Bentivoglio                 |  |  |       |  |  |                  |  |  |                   |  |
|                           |                                  | Giulia Bentivoglio                 | …                                             |  |  |       |  |  |                  |  |  |                   |  |
| Pamfilio Pamphilj         |                                  | Giulia Bentivoglio                 |                                               |  |  |       |  |  |                  |  |  |                   |  |
|                           |                                  | Savio Porcari, nobile romano       | …                                             |  |  |       |  |  |                  |  |  |                   |  |
|                           |                                  | Savio Porcari, nobile romano       | …                                             |  |  |       |  |  |                  |  |  |                   |  |
|                           |                                  | Savio Porcari, nobile romano       | …                                             |  |  |       |  |  |                  |  |  |                   |  |
| Porzia Porcari            |                                  | Savio Porcari, nobile romano       |                                               |  |  |       |  |  |                  |  |  |                   |  |
|                           |                                  | …                                  | …                                             |  |  |       |  |  |                  |  |  |                   |  |
|                           |                                  | …                                  | …                                             |  |  |       |  |  |                  |  |  |                   |  |
|                           |                                  | …                                  | …                                             |  |  |       |  |  |                  |  |  |                   |  |
| Girolamo Pamphilj         |                                  | …                                  |                                               |  |  |       |  |  |                  |  |  |                   |  |
|                           | Saba Mattei, signore di Porcillo | Ludovico I Mattei, patrizio romano |                                               |  |  |       |  |  |                  |  |  |                   |  |
|                           | Saba Mattei, signore di Porcillo | Ludovico I Mattei, patrizio romano |                                               |  |  |       |  |  |                  |  |  |                   |  |
|                           | Saba Mattei, signore di Porcillo | Giovanna Capodiferro               |                                               |  |  |       |  |  |                  |  |  |                   |  |
| Ciriaco Mattei            | Saba Mattei, signore di Porcillo |                                    |                                               |  |  |       |  |  |                  |  |  |                   |  |
|                           |                                  | Caterina Tuttavilla                | Guillaume d'Estouteville, cardinale           |  |  |       |  |  |                  |  |  |                   |  |
|                           |                                  | Caterina Tuttavilla                | Guillaume d'Estouteville, cardinale           |  |  |       |  |  |                  |  |  |                   |  |
|                           |                                  | Caterina Tuttavilla                | Girolama Tosti                                |  |  |       |  |  |                  |  |  |                   |  |
| Orazia Mattei             |                                  | Caterina Tuttavilla                |                                               |  |  |       |  |  |                  |  |  |                   |  |
|                           |                                  | Pietro Giovanni Matuzzi            | Giovanni Matuzzi                              |  |  |       |  |  |                  |  |  |                   |  |
|                           |                                  | Pietro Giovanni Matuzzi            | Giovanni Matuzzi                              |  |  |       |  |  |                  |  |  |                   |  |
|                           |                                  | Pietro Giovanni Matuzzi            | …                                             |  |  |       |  |  |                  |  |  |                   |  |
| Giulia Matuzzi            |                                  | Pietro Giovanni Matuzzi            |                                               |  |  |       |  |  |                  |  |  |                   |  |
|                           |                                  | Isabella Borgia                    | Papa Alessandro VI (Roderic Llançol de Borja) |  |  |       |  |  |                  |  |  |                   |  |
|                           |                                  | Isabella Borgia                    | Papa Alessandro VI (Roderic Llançol de Borja) |  |  |       |  |  |                  |  |  |                   |  |
|                           |                                  | Isabella Borgia                    | …                                             |  |  |       |  |  |                  |  |  |                   |  |
|                           |                                  | Isabella Borgia                    |                                               |  |  |       |  |  |                  |  |  |                   |  |